# 노래와 춤의 축전
발트 지역 국가들의 노래와 춤의 축전(Baltic song and dance celebrations)은 에스토니아, 라트비아, 리투아니아에서 5년마다 열리는 축제이다.
이 축제는 2003년 라트비아의 노래와 댄스 축전(Vispārējie latviešu Dziesmu un Deju svētki)으로 우선 인류무형문화유산에 등재되었고, 2008년 발트 지역 국가들의 노래와 춤의 축전으로 확장되어 에스토니아, 라트비아, 리투아니아의 인류무형문화유산으로 등재되었다.